# اندی هریسون
اندی هریسون، (به انگلیسی: Andy Harrison) (زاده ۲ مه ۱۹۵۷) کارآفرین، بازرگان و مدیر ارشد اجرایی بریتانیایی است، که در حال حاضر به‌عنوان مدیر عامل اجرایی شرکت ویتبرد فعالیت می‌کند.